# Туили
Туи́ли (итал. Tuili) — коммуна в Италии, располагается в регионе Сардиния, в провинции Южная Сардиния.
Население составляет 1 002 человек (30-06-2019), плотность населения составляет 40,75 чел./км². Занимает площадь 24,59 км². Почтовый индекс — 9029. Телефонный код — 070.
Покровителем коммуны почитается святой апостол Пётр, празднование 29 июня.

## Демография
Динамика населения:

## Администрация коммуны
- Официальный сайт: